# 아나콘다 (영화)
《아나콘다》(영어: Anaconda)는 1997년에 개봉한 미국과 브라질의 액션 모험 공포 영화이다. 아나콘다를 소재로 한 작품이다. 속편 《아나콘다 2: 사라지지 않는 저주》(2004)로 이어진다.
리부트작 《아나콘다》가 2025년 12월 25일 개봉 예정이다.

## 줄거리
아마존을 찾은 다큐멘터리 촬영팀이 뱀 사냥꾼에게 인질로 잡혀 전후무후한 크기의 그린아나콘다 사냥에 끌려간다.

## 출연진
- 제니퍼 로페즈 - 테리 플로러스 역
- 아이스 큐브 - 대니 리치 역
- 존 보이트 - 폴 서론 역
- 에릭 스톨츠 - 스티븐 케일 박사 역
- 조너선 하이드 - 워런 웨스트리지 역
- 오언 윌슨 - 게리 딕슨 역
- 카리 워러 - 데니즈 캘버그 역
- 빈센트 카스테야노스 - 마테오 역
- 대니 트레이호 - 밀렵꾼 역
- 프랭크 웰커 - 아나콘다 역 (목소리)

## 기타 제작진
- 협력 제작: 앤디 피크먼
- 라인 제작: 스텔비오 로시
- 공동 제작: 보 마크스

## 우리말 녹음
KBS 성우진 (1999년 9월 25일)
- 강희선 - 테리(제니퍼 로페즈)
- 박상일 - 서론(존 보이트)
- 문관일 - 대니(아이스 큐브)
- 전인배 - 케일(에릭 스톨츠)
- 송두석 - 웨스트리지(조너선 하이드)
- 성완경 - 게리(오언 윌슨)
- 함수정 - 데니스(카리 워러)
- 김영민 - 마테오(빈센트 카스테야노스)

MBC 성우진 (2004년 4월 17일)
- 윤성혜 - 테리(제니퍼 로페즈)
- 유강진 - 서론(존 보이트)
- 최한 - 대니(아이스 큐브)
- 손원일 - 케일(에릭 스톨츠)
- 이인성 - 웨스트리지(조너선 하이드)
- 김용준 - 게리(오언 윌슨)
- 김서영 - 데니스(카리 워러)
- 표영재 - 마테오(빈센트 카스테야노스)
- 방성준 - 밀렵꾼(대니 트레이호)